# 中澤優子 (グラビアアイドル)
中澤 優子（なかざわ ゆうこ、1984年12月21日 - ）は、日本の元グラビアアイドル。
長野県出身。

## プロフィール
- 特技：書道、ソフトボール、トランペット、油絵、水泳、送りバント
- 趣味：スノーボード、ウェイクボード、音楽鑑賞
- 学歴：2007年（平成19年）3月に女子美術大学を卒業。大学では洋画を専攻していた。2006年（平成18年）6月には出身高校にて3週間の教育実習を受けた。
- 名前：元モーニング娘。の中澤裕子と漢字が4文字中3文字が同じな上、読みがまったく同じであるため、Googleで「中澤優子」を検索すると、2006年（平成18年）8月頃まで「もしかして: 中澤裕子」と表示されていた。しかし、CMへの出演等で知名度が向上したためか、2006年（平成18年）9月には表示されなくなった。なお、この2人はGyaOで対談したことがある（2006年（平成18年）10月9日から放送の『ミスマガ! #9　夢の共演が実現　中澤裕子×中澤優子』）。
- 現代美術やパンク、メロディック・ハードコア等の音楽（ハワイアン6やハイスタ等のSNUFFY SMILE系）を好む。
- 絵描きの一面もあることから“画家ドル”と言われる[1]。命名者は吉田豪。
- タレントでプロレスラーの藤本つかさと交流が深い[2]。

## 経歴
- 2004年（平成16年） ミスマガジンセミファイナル受賞。
- 2005年（平成17年） - 2008年（平成20年） ミスマガジンフットサルチームに所属し、背番号0をつけてゴレイロとして活躍。当初は正ゴレイロである時東ぁみのため出場機会がほとんどなかった。しかし、徐々に出場機会が多くなり、時東の退団によって2008年（平成20年）3月には正ゴレイロとなったが、同年12月に芸能界を引退したのに伴い、退団。
- 2006年（平成18年）2月 日ごろの努力が認められたのか、なぜかさかのぼって「ミスマガジンフットサル2004」に選出される。
- 2007年（平成19年）5月 スイートルームからRUFに移籍。
- 2008年（平成20年）6月9日 森沢音とエコ・アイドル・グラビア・ユニット『Cu＋Be』（キューブ）を結成（2008年（平成20年）12月13日解散）。
- 2008年（平成20年）12月 芸能界を引退。

## 作品

### CD
- ジェニーはご機嫌ななめ（2006年12月16日）

ジューシィ・フルーツのカバー
C/W ラムのラブソング - アニメ『うる星やつら』主題歌（松谷祐子）のカバー
石丸電気と「あっ!とおどろくショッピング?」での限定発売
- 夏のお嬢さん（2007年8月24日）

榊原郁恵のカバー
石丸電気と「あっ!とおどろくショッピング?」での限定発売
- She is Cu+Be♥（2008年7月27日）

｛『Cu＋Be』でのリリース｝

### DVD
- 優惑〜ゆうわく〜（2007年4月20日、トリコ）
- 向日葵（2007年8月24日、フォーサイド・ドット・コム）

## 出演

### テレビ番組
- 新米事件記者・三咲（2005年5月11日、テレビ東京）第1話
- 「どるばこ」ぶっつけ本番!（2005年12月6日 - 2006年8月13日、エンタ!371）
- 恋するフットサル（2006年4月 - 2007年3月、フジテレビ）
- 全力坂（2006年4月 - 5月、テレビ朝日）[4][5][6]
- パオパオ・アイドルGAMEバトル（2006年4月 - 5月、BS日テレ）ミニコーナー：育毛スペシャリストへの道[7][8][9][10]
- ミラクルH（2006年9月26日、テレビ東京）
- グラビアの美少女（2007年5月4日、MONDO21）
- くわまんのパチラックスTV（2007年7月、テレ玉）
- 志村けんのだいじょうぶだぁII（2008年2月20日、フジテレビ）ゲスト
- AKiBAッテキ!!（2008年7月7日、エンタ!371）Cu＋Beでの出演
- あらびき団（2008年9月24日、TBS）

### 移動体向け衛星放送・インターネット放送
- モバHO! ハッピーアワー 水着でHAPPY!（2006年1月26日 - 2007年6月28日、モバHO!）

放送開始から2006年9月までは西田美歩と共演。2006年10月から2007年6月まで井尚美と共演。
- 中澤優子のセクシーエンターテイメント（2007年7月7日 - 2007年9月29日、あっ!とおどろく放送局）
- 宇宙一せまい授業!（2007年9月9日、あっ!とおどろく放送局）ゲスト
- 中澤優子のSexyエンターテイメント（2007年10月6日 - 2008年7月26日、あっ!とおどろく放送局）
- GyaOジョッキー ハイキングウォーキングのアイドル★チェキ!（2007年8月7日 - 2008年12月24日、GyaO）隔週でアシスタント
- 豪さんのポッド（2008年1月12日,1月19日,1月26日,2月6日、吉田豪のポッドキャスト番組）第66回 - 第69回ゲスト
- 一宿一通2（2008年5月28日、あっ!とおどろく放送局）ゲスト
- GyaOジョッキー 告っちゃ!（2008年5月30日、GyaO）#13ゲスト
- RUF放送局（2008年8月2日 - 2008年12月27日、あっ!とおどろく放送局）
- 溜池Nowはミッドタウンにお引っ越ししました（2008年10月13日,10月27日、GyaO）#68 - #69「溜池×HUNTER試験」シズクのコスプレで出演、溜池会会員No.014

### 映画
- バウムクーヘン（2007年9月29日劇場公開）シズ役

### ラジオ番組
- 東貴博のヤンピース（2007年5月31日、ニッポン放送）ゲスト出演
- やまだひさしのラジアンリミテッドDX（2008年4月15日、TOKYO FM）ゲスト出演

### CM
- サミー パチスロ北斗の拳SE（2006年7月18日 - ）

### PV
- ライムライト「サマー☆チューン'06/トキメキ」（2006年6月28日発売）PV出演